# Paul Romero
Paul Anthony Romero (nacido el 10 de septiembre de 1965) es un compositor y pianista estadounidense mundialmente conocido por su trabajo como compositor de música para videojuegos. Reside en Sherman Oaks, California, y es pareja sentimental del saxofonista Brock Summers.

## Primeros años y Formación musical
Paul aprendió por sí mismo a tocar el piano y componer a la edad de tres años. Comenzó sus lecciones formales de piano y composición a los 9 años. A los 11 dio su primer Concierto para piano de Mozart en el Auditorio Cívico de Santa Mónica. Su primer maestro de piano de primaria fue Earle C. Voorhies, quien fue uno de los últimos alumnos de Juilliard de Alexandre Siloti, el gran pianista ruso del siglo XIX (y primo de Sergei Rajmáninov). Siloti fue uno de los alumnos más destacados de Franz Liszt. Paul también estudió piano con la Sra. Valarie Alexandra Valois durante su adolescencia. La Sra. Valois fue alumna del legendario pianista italiano Arturo Michelangeli. Durante estos años de juventud, Paul estudió composición con el Dr. Joel Kabakov a través del Sistema de Educación Musical de Yamaha. Paul aceptó una beca completa para el Curtis Institute Of Music en Filadelfia, donde estudió con el compositor ganador del premio Pulitzer Ned Rorem y el pianista Dr. Vladimir Sokoloff, así como música de cámara con miembros del Guaneri String Quartet. Paul terminó sus estudios musicales en la Ecole de Beaux Arts en el Chateau de Fontainebleu en Francia y en la Guildhall School of Music & Drama de Londres. Además trabajó con el famoso pianista argentino Eduardo Delgado cuando tenía poco más de 20 años. El Sr. Delgado estudió con Vicente Scaramuzza y Rosina Lhevinne.
Interpretó su primera composición a la edad de 13 años con la Orquesta Sinfónica Nacional bajo la dirección de Mstislav Rostropovich. Un concierto de la misma pieza ante la Asamblea General de las Naciones Unidas fue televisado internacionalmente y distribuido bajo Yamaha. Actuó en el noveno Concurso Juvenil de Yamaha en el Togo no Sato en Japón en 1980 y representó a los Estados Unidos en el décimo Concierto Internacional Júnior Original de Yamaha con su pieza Tres preludios.
En 2002 se convirtió en laureado del Concurso Internacional de Piano Aficionado de París
También en 2002 alcanzó el Segundo Premio en la 3.º Edición del Concurso Cliburn Internacional Amateur de Piano (Cliburn International Amateur Piano Competition), para más tarde, en 2004 coronarse como ganador, además de conseguir otros premios como el Premio del Jurado de Prensa, el Premio del Público y el Premio a la Mejor Actuación de una obra del Romanticismo.

## Obras y Conciertos
El compositor y pianista Paul Anthony Romero disfruta de una carrera que incluye la composición de bandas sonoras orquestales clásicas para videojuegos (incluidas las series Heroes of Might and Magic de New World Computing (ahora propiedad de Ubisoft) y Everquest de Sony). Crea sus bandas sonoras orquestales, operísticas y corales junto con Rob King, su socio musical y productor durante más de 24 años.
Realiza conciertos de piano solo y conciertos de orquesta en todo el mundo, centrándose en versiones de conciertos en vivo de Heroes Of Might & Magic, además del repertorio romántico de Chopin, Liszt y Rajmáninov. Ha dado conciertos en el Walt Disney Hall de Los Ángeles, el Carnegie Hall de Nueva York, la Embajada de México en Washington DC, la Filarmónica de Berlín y la Galería de Arte de Berlín. Colabora anualmente con la Heroes Orchestra de Varsovia, la cual toca sus piezas de la saga Heroes of Might & Magic.